# Майдель, Егор Иванович
Барон Его́р Ива́нович Ма́йдель (нем. Georg Benedictus Freiherr von Maydell; 1817—1881) — русский военачальник, генерал от инфантерии (26.11.1871), генерал-адъютант (06.01.1876), герой покорения Кавказа и Крымской войны.

## Биография
Происходил из баронского рода фон Майделей. Родился 26 января (7 февраля) 1817 года в имении Матулишек в семье курляндского дворянина Иоганна фон Майделя; по матери внук юриста Георга Энгельгардта и внучатый племянник генерала Григория Энгельгардта, двоюродный брат генерала Родрига Бистрома.
В 1837 году начал службу прапорщиком в лейб-гвардии Измайловском полку. В 1842 году был командирован на Кавказ и с отрядом генерал-адъютанта П. Х. Граббе принимал участие в ряде экспедиций.
В 1845 году перешёл майором в Кабардинский егерский полк и 6 апреля 1850 года был назначен его командиром и начальником войск в Кумыкском владении, сменив на этом посту князя А. И. Барятинского. Раненый в 1851 году в ногу при штурме аула Дахни-Ирзау, Майдель был произведён 25 июня 1852 года в генерал-майоры и назначен командиром 2-й бригады 20-й пехотной дивизии. Находясь с нею в составе Рионского отряда, Майдель участвовал в поражении 34-тысячной турецкой армии на берегу реки Чолок. За отличие в этом деле он был награждён 17 октября 1854 года орденом Святого Георгия 4-й степени:
В воздаяние отличных подвигов мужества и храбрости, оказанных в сражении с Турками 4-го Июня сего года, на р. Чолоке, где, командуя передовою колонною, составлявшею правый фланг, по выходе из лесистого дефилея, построил вверенную ему часть войск на правом берегу р. Чолока, в 300 саженях от неприятельского лагеря, перевел войска войска чрез реку под сильным огнём неприятельской артиллерии и не только удержался на том берегу, но дал возможность чрез это движение прочим войскам развернуться для действия против неприятеля, потом лично повел колонну в штыки и, несмотря на сильнейший картечный и батальный огонь, овладел турецкими батареями, опрокинул прикрытие и отбросил его в средину лагеря
Затем, командуя Кавказской резервной гренадерской бригадой, в 1855 году принял участие в обложении и штурме Карса и, находясь во главе одной из штурмовых колонн, был ранен и контужен. За отличие при штурме крепости Майдель был награждён 8 июля 1856 года орденом Святого Георгия 3-й степени за № 502:
За отличиный воинский подвиг, оказанный при штурме, 17 Сентября 1855 года, крепости Карса, где, начальствуя колонною, лично повел войска на штурм укрепления №14 и, несмотря на упорное сопротивление и жестокий огонь, овладел частью укреплений, батареями и первым неприятельским лагерем, причем взято несколько орудий и одно неприятельское знамя. Получив две тяжелых раны в руку и в грудь, оставался на занятой позиции до тех пор, пока прибывшие резервы не были введены на позицию
При атаке форта Тахмас им был захвачен в плен английский офицер Кристофер Чарльз Тисдэйл.
После окончания Крымской войны, Майдель последовательно командовал 2-й гвардейской резервной пехотной дивизией, резервной дивизией Отдельного Гренадерского корпуса, 5-й, 32-й и 35-й пехотными дивизиями. 8 сентября 1859 года он был произведён в генерал-лейтенанты. В 1868 году его назначили членом Александровского комитета о раненых. 26 ноября 1871 года Майдель был произведён в генералы от инфантерии. 6 января 1876 года он был пожалован в генерал-адъютанты и назначен комендантом Санкт-Петербургской крепости. Кроме того, Майдель стал членом Военного совета, в каковой должности и умер 20 марта (1 апреля) 1881 года. Похоронен в Петропавловской крепости.

## Награды
- Орден Святого Владимира 4-й степени с бантом (28 ноября 1845)
- Орден Святой Анны 2-й степени (30 апреля 1847)
- Золотая полусабля с надписью «За храбрость» (6 октября 1849)
- Орден Святого Владимира 3-й степень (28 мая 1850)
- Императорская корона к ордену Святой Анны 2-й степени (14 июня 1851)
- Орден Святого Станислава 1-й степени (1852)
- Орден Святого Георгия 4-й степени (17 октября 1854; № 9318 по кавалерскому списку Григоровича — Степанова)
- Орден Святого Георгия 3-й степени (8 июля 1856; № 502)
- Орден Святой Анны 1-й степени (1856)
- Императорская корона к ордену Святой Анны 1-й степени (1862)
- Мечи к ордену Святой Анны 1-й степени с императорской короной (1863)
- Орден Святого Владимира 2-й степени с мечами (1863)
- Орден Белого орла (1866)
- Орден Святого Александра Невского (30 августа 1875)
- Алмазные знаки к ордену Святого Александра Невского (30 августа 1879)